# Moacyr Grechi
Moacyr Grechi (Araranguá, 19 gennaio 1936 – Porto Velho, 17 giugno 2019) è stato un arcivescovo cattolico brasiliano.

## Biografia
Dom Moacyr Grechi, nativo dello Stato di Santa Catarina nel sud del Brasile, nel 1972 è stato nominato prelato della prelatura dell'Acre e Purus. Nel 1986 la prelatura è stata elevata a diocesi e di conseguenza è diventato vescovo della nuova diocesi (diocesi di Rio Branco). Il 29 luglio 1998 è stato nominato arcivescovo di Porto Velho. Nel 2011, raggiunti i 75 anni, si è ritirato ed era  arcivescovo emerito di Porto Velho.
È morto il 17 giugno 2019 all'età di 83 anni.

## Impegno sociale
Dom Moacyr è stato tra i fondatori, nel 1975, e il primo presidente della Commissione Pastorale della Terra (Comissão Pastoral da Terra, in sigla: CPT), un organo della Conferenza nazionale dei vescovi del Brasile (CNBB) che si occupa delle questioni legate alla terra sostenendo i diritti dei lavoratori.
Ha appoggiato le richieste dei seringueiros ed è stato in rapporti di collaborazione e di amicizia con Chico Mendes.
Ha svolto un ruolo di primo piano nella difesa dei diritti umani nell'Acre. Ha preso posizione e testimoniato in tribunale contro Hildebrando Pascoal, colonnello della polizia militare dell'Acre condannato per aver guidato squadroni della morte e giri di narcotraffico. Secondo una testimonianza su Pascoal e i suoi: "tutta la città di Rio Branco li temeva; o meglio tutta con l'eccezione del dottor Gercino e dell'allora vescovo di Rio Branco Dom Moacyr Grechi. I due furono essenziali per le indagini della polizia federale e della commissione parlamentare d'inchiesta sul narcotraffico".

## Genealogia episcopale e successione apostolica
La genealogia episcopale è:
- Cardinale Scipione Rebiba
- Cardinale Giulio Antonio Santori
- Cardinale Girolamo Bernerio, O.P.
- Arcivescovo Galeazzo Sanvitale
- Cardinale Ludovico Ludovisi
- Cardinale Luigi Caetani
- Cardinale Ulderico Carpegna
- Cardinale Paluzzo Paluzzi Altieri degli Albertoni
- Papa Benedetto XIII
- Papa Benedetto XIV
- Papa Clemente XIII
- Cardinale Bernardino Giraud
- Cardinale Alessandro Mattei
- Cardinale Pietro Francesco Galleffi
- Cardinale Giacomo Filippo Fransoni
- Cardinale Carlo Sacconi
- Cardinale Edward Henry Howard
- Cardinale Mariano Rampolla del Tindaro
- Arcivescovo Jerónimo Thomé da Silva
- Arcivescovo Ranulfo da Silva Farias
- Arcivescovo Adelmo Cavalcante Machado
- Arcivescovo João de Souza Lima, O.Cist.
- Arcivescovo Moacyr Grechi, O.S.M.

La successione apostolica è:
- Vescovo Joaquín Pertíñez Fernández, O.A.R. (1999)

## Opere
- (ES) Eclesiologia de frei Feliciano de Narni O.S.M. arcebispo de Avinhao (c. 1515-1576), in Studi storici dell'Ordine dei Servi di Maria, t. 14(1964), fasc. 1-4, pp. 232–260
- Il servizio missionario dei fidei donum nella Chiesa latinoamericana. Salvador de Bahia, febbraio 2006, in Notiziario dell'Ufficio nazionale cooperazione missionaria tra le chiese, 40(2007), p. 131-135
- (PT) Prefazione a Gregório Magno, Regra Pastoral, São Paulo, Paulus, 2010.
- (coautore di) Schiavi della terra : la questione agraria in Brasile, Bologna, E.M.I., 1978
- (NL, EN) (coautore di) Christenen en ontwikkeling : kongres Cebemo september '80, Den Haag, Cebemo, 1981 (ed. olandese). Christians and development : Cebemo conference 1980, Den Haag, Cebemo, 1981 (ed. inglese).